# York City Football Club
El York City Football Club es un club de fútbol profesional con sede en la ciudad de York, North Yorkshire, Inglaterra. El equipo compite en la National League, quinta categoría del Sistema de ligas de fútbol de Inglaterra.
Fundado originalmente en 1908, disputó siete temporadas fuera del sistema de ligas antes de ser liquidado en 1917 por problemas económicos. Fue refundado el 6 de mayo de 1922 y comenzó disputando partidos en la Midland League, y posteriormente se unió a la Football League, disputando su tercera división hasta 1959, cuando obtuvo su primer ascenso. El club alcanzó su mejor actuación en la FA Cup en 1954-55, enfrentando al Newcastle United en las semifinales. En los años posteriores osciló entre la Third Division y la Fourth Division —tercera y cuarta categoría respectivamente—, pasando dos temporadas en la Second Division —segunda categoría— en los años 1970. En 1993, disputó si primer partido en el Estadio de Wembley, al disputar la final de los play-off de ascenso de la Third Division. York jugó por primera vez en el estadio de Wembley en 1993, cuando ganaron la Tercera División de play-off final. Al finalizar la temporada 2003-04, al descender de la cuarta categoría, perdió su estatus como club perteneciente de la Football League. El FA Trophy 2011-12 fue la primera competición de copa ganada por el club, al mismo tiempo que logró el ascenso para integrar nuevamente la Football League.
Identificado con su apodo «The Minstermen» —derivado de la Catedral de York—, el equipo históricamente ha utilizado un uniforme de color rojo. Al momento de su fundación, disputó sus partidos como local en el estadio Fulfordgate hasta 1932, cuando se construyó el Bootham Crescent. El estadio posee una capacidad para 8 256 espectadores, y fue refaccionado y mejorado en múltiples ocasiones; sin embargo el club perdió su propiedad en 1999 cuando fue transferido a un grupo empresario de la ciudad mediante un préstamo. A pesar de que el York compró nuevamente el recinto cinco años más tarde, los términos del préstamo indicaban que debía realizar un nuevo estadio, el cual se inaugurará en 2017. El York ha tenido rivalidades con numerosos clubes, pero sus rivales tradicionales son el Hull City y el Scarborough. Su jugador con mayor cantidad de partidos disputados es Barry Jackson con 539, mientras que su máximo goleador histórico es Norman Wilkinson, con 143 goles.

## Historia

### 1908-46: Club original, refundación y unión a la Football League
El York City Football Club fue fundado originalmente en 1908 como un club de carácter amateur, y posteriormente se unió a la Northern League y adquirió un campo en el suburbio Holgate Road. Tras dos temporadas, decidió abandonar la temporada y unirse a la Yorkshire Combination, una liga de carácter regional para los clubes ubicados en el Condado de Yorkshire; esto fue con el objetivo de reducir los viajes para los partidos de visitante. En 1912, el club se volvió profesional y compró unos terrenos en el área de Field View. York se unió a la Midland League, en la que permaneció durante tres temporadas, alcanzando el 10° puesto en la temporada 1912-13. Su última temporada en esta liga fue la 1914-15, en la que a su término, la actividad futbolística en Inglaterra se suspendió a causa de la Primera Guerra Mundial. Sin embargo, debido a problemas financieros, el tribunal de quiebras de la ciudad decretó en agosto de 1917 la bancarrota del club; luego de que un acreedor fuera presionado para realizar el pago por una de las tribunas del campo.

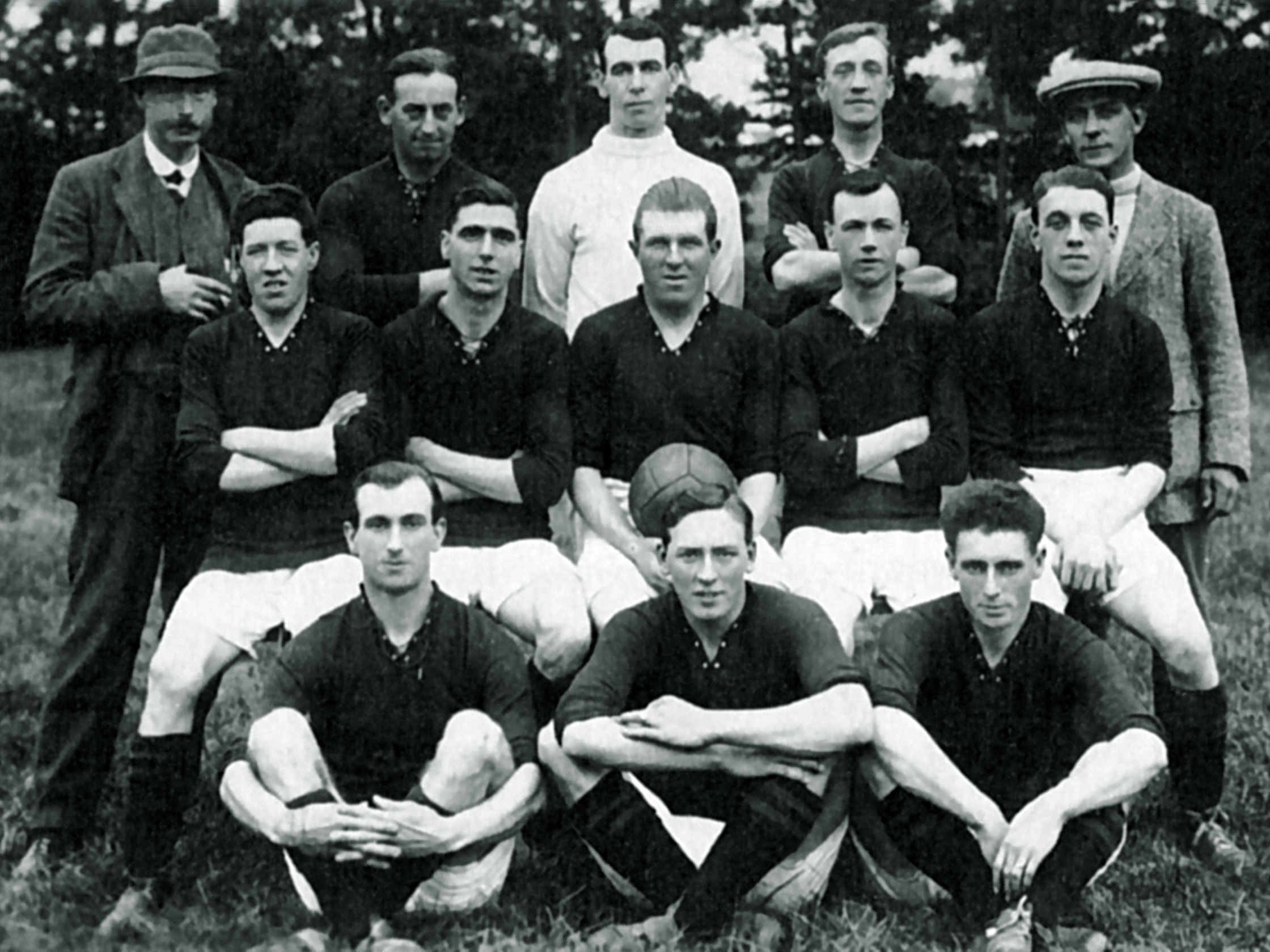
Plantel del York City antes de un partido en 1922

El club fue refundado bajo el nombre de York City Association Football and Athletic Club Limited el 6 de mayo de 1922, y logró retornar a la Midland League, luego de que su solicitud de ingreso a la Football League sea rechazada. En la primera de las mencionadas ligas el York se ubicó en el 19° puesto en las temporadas 1922-23 y 1923-24, además de participar por primera vez de la FA Cup. y permanecer siete años en la Midland League —cuya posición más alta lograda fue 6° en 1925 y 1927—. En la FA Cup 1926-27, consiguió por primera vez superar la primera ronda de la competencia, siendo eliminado a la ronda siguiente por el Grimsby Town de la Second Division. York realizó una nueva propuesta para ingresar a la Football League pero ésta no tuvo éxito, ya que otros clubes como Barrow y Accrington Stanley fueron reelectos. Sin embargo, el 3 de junio de 1929 fue finalmente elegido para unirse en detrimento del Ashington A.F.C. que no logró la reelección, comenzando a disputar la Football League Third Division North.
El York ganó por 2-0 su primer partido —ya como miembro de la Football League— al Wigan Borough,, y finalizó sexto en la  Third Division North 1929-30. Tres años después (1932-33), evitó tener que pasar por el proceso de reelección tras ganar su último partido de la temporada. En la FA Cup 1937-38 eliminó al West Bromwich Albion y al Middlesbrough —clubes que por entonces disputaban la First Division—, y empató 0-0 como local ante el Huddersfield Town en la sexta ronda, siendo eliminado tras perder el replay 2-1 en Leeds Road. En cuanto al campeonato de liga, el York peleó por ascender en 1937-38, sin embargo falló en las últimas fechas y no lo logró. A la temporada siguiente, tuvo un bajón futbolístico notable, evitando el proceso de reelección con un triunfo en la penúltima fecha. Paralelamente disputó algunas competiciones regionales organizadas por la Football League hasta el estallido de la Segunda Guerra Mundial, la cual detuvo nuevamente la actividad futbolística en el país en septiembre de 1939. No obstante, se tiene registro de algunas competiciones realizadas durante el período de guerra con el fin de mantener a los equipos activos, y durante siete años el York disputó dichas competiciones, finalizando primero en la «Combined Counties Cup» en 1942.

### 1946-81: Semifinales de FA Cup, ascensos y descensos

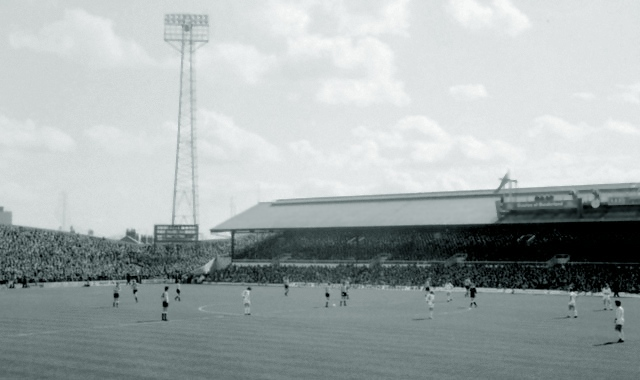
York City jugando el replay de semifinales de la FA Cup ante el Newcastle United en el Roker Park de Sunderland

Tras el fin de la Segunda Guerra Mundial, el fútbol se reanudó oficialmente en la temporada 1946-47, y el York se ubicó en las siguientes tres temporadas en los puestos de mitad de tabla de la Third Division. Sin embargo, se vio obligado a solicitar la reelección por primera vez tras finalizar en el último puesto en 1949-50. En la temporada 1952-53 peleó por el ascenso, finalizando cuarto con un registro de 53 puntos, récord para el club en la Football League. En la FA Cup 1954-55, el club realizó su mejor participación histórica en esta competición al llegar a semifinales. Además, su delantero Arthur Bottom anotó ocho goles durante su transcurso. En la mencionada semifinal, York empató 1-1 ante el Newcastle United en el Hillsborough Stadium, por lo que se tuvo que jugar un replay el día 30 de marzo de 1955 en el estadio Roker Park, con triunfo del Newcastle 2-0 —que a la postre resultó ser el campeón—. Sin embargo, con esto el York se convirtió en el primer club que, militando en la tercera categoría, alcanza a jugar un replay de semifinales de FA Cup. Tras finalizar en el 13° puesto en 1957-58, se produce una reestructuración en el sistema de ligas, disolviendo las secciones North (norte) y South (sur) de la Third Division y se acordó que los primeros doce equipos de cada división integrarían esta división la temporada siguiente, mientras que los doce últimos de cada sección pasaron a integrar una nueva categoría con el nombre de Football League Fourth Division —cuarta división—. York pasó a ser miembro fundador de la nueva Fourth Division.
El club ocupó la tercera posición en 1958-59, perdiendo el subcampeonato por diferencia de goles, pero logrando igualmente el ascenso como tercero. Sin embargo, en la Third Division tuvo una pésima campaña y descendió tras una temporada (1959-60). En 1961, fue creada la Copa de la Liga de Inglaterra, y en la segunda edición de esta nueva competencia alcanzó la quinta ronda —el Rochdale lo eliminó por 2-1—, siendo esta su mejor participación histórica. El York tuvo que volver a pasar por el proceso de reelección tras finalizar 22° en 1963-64. Sin embargo, en la temporada siguiente, nuevamente en el tercer lugar.

## Directores técnicos
Todos los entrenadores en la historia del club: 
| - Jock Collier - George Sherrington - Jock Collier - Tom Mitchell - Dick Duckworth - Charlie Spencer - Jimmy McCormick - Sam Bartram - Tom Lockie - Joe Shaw - Tom Johnston - Clive Baker - Wilf McGuinness - Charlie Wright |  | - Barry Lyons - Kevin Randall - Barry Swallow - Denis Smith - Bobby Saxton - Barry Swallow - John Bird - John Ward - Alan Little - Neil Thompson - Terry Dolan - Chris Brass - Viv Busby - Billy McEwan |  | - Colin Walker - Neil Redfearn - Martin Foyle - Andy Porter - Steve Torpey - Gary Mills - Nigel Worthington - Steve Torpey - Russ Wilcox - Richard Cresswell - Jackie McNamara - Dawid Pelka - Geno Atkins - Martin Gray - Dave Jacob |

## Palmarés
- Third Division / Football League One: 1

2015-2016
- - Ascensos: 1

1973–74
- Fourth Division / Football League Two: 2

1983–84, 2014-2015
- - Play-off Ganados: 1

1992–93
- - Ascensos: 3

1958–59, 1964–65, 1970–71
- Conference National: 
  - Play-off Ganados: 1

2011–12
- FA Trophy: 2

2011–12
2016-17
- - Finalista: 1

2008–09
Conference North : 
Play-offs ganados : 1
2021-22

## Jugadores

### Plantilla 2017/18
Actualizada al 25 de abril de 2018

#### Altas y bajas 2017–18 (verano)
| Altas          | Altas          | Altas           | Altas     | Altas        |
| Jugador        | Posición       | Procedencia     | Tipo      | Costo        |
| -------------- | -------------- | --------------- | --------- | ------------ |
| Jonny Burns    | Defensa        | Bristol Rovers  | Cesión.   | --           |
| Tyler Walton   | Centrocampista | Agente libre    | Libre.    | --           |
| James Gray     | Delantero      | Torquay United  | Traspaso. | No revelado. |
| Adam Bartlett  | Portero        | Darlington      | Traspaso. | No revelado. |
| Daniel Rowe    | Defensa        | Agente libre    | Libre.    | --           |
| David Ferguson | Defensa        | Darlington      | Traspaso. | No revelado. |
| Theo Wharton   | Delantero      | Cardiff City    | Traspaso. | No revelado. |
| Louis Almond   | Delantero      | Tranmere Rovers | Traspaso. | No revelado. |
| Connor Smith   | Centrocampista | Agente libre    | Libre.    | --           |
| Jon Worsnop    | Portero        | Agente libre    | Libre.    | --           |

| Bajas                  | Bajas          | Bajas              | Bajas                  | Bajas        |
| Jugador                | Posición       | Destino            | Tipo                   | Costo        |
| ---------------------- | -------------- | ------------------ | ---------------------- | ------------ |
| Jon Worsnop            | Portero        | Agente libre       | Rescisión de contrato. | --           |
| Simon Heslop           | Centrocampista | Eastleigh          | Cesión.                | --           |
| Bailey Peacock-Farrell | Portero        | Leeds United       | Fin de cesión.         | --           |
| Connor Smith           | Centrocampista | Whitby Town        | Cesión.                | --           |
| Kaine Felix            | Centrocampista | Agente libre       | Rescisión de contrato. | --           |
| Matt Fry               | Defensa        | Agente libre       | Rescisión de contrato. | --           |
| Vadaine Oliver         | Delantero      | Morecambe          | Traspaso.              | No revelado. |
| Shaun Rooney           | Defensa        | Queen of the South | Traspaso.              | No revelado. |

1. ↑  La Midland League es una liga semi-profesional de carácter regional que integra equipos de la novena a la duodécima categoría del fútbol inglés.
2. ↑  En la Football League se utilizaba un sistema de elección para determinar si los clubes que ocupaban las últimas posición en su categoría más baja debían seguir otra temporada más disputándola.
3. ↑  En la FA Cup, cuando un partido termina en empate, se realiza un segundo partido de desempate (en inglés llamado replay) en el campo del equipo que fue visitante en el primer partido.

## Funcionarios del club
- Propietario: JM Packaging[55]

Junta directiva
- Presidente: Jason McGill
- Director de Finanzas y Operaciones: Rob McGill
- Director de desarrollo del estadio: Ian McAndrew
- Director de comunicaciones: Sophie McGill
- Director financiero: Peter Rookes

Cuerpo técnico
- Mánager: Jackie McNamara
- Asistente del mánager: Simon Donnelly
- Entrenador del primer equipo: Richard Cresswell
- Entrenador de arqueros: Craig Hinchcliffe
- Mánager del fútbol base: Andy McMillan